# Гамаль Сергій Миколайович
Сергій Миколайович Гамаль (нар. 22 серпня 1976, Чернівці, УРСР) — український футболіст та тренер, півзахисник. Відомий за виступами в чернівецькій «Буковині». Провів понад 350 офіційних матчів у складі українських команд за роки незалежності.

## Життєпис
Сергій Гамаль — вихованець чернівецької ДЮСШ «Буковина». Дорослу футбольну кар'єру розпочав у 1992 році в аматорському клубі «Лада» (Чернівці). На професіональному рівні розпочав виступати в 1994 році саме в рідній «Буковині». Дебютував у вищій лізі України 12 березня того ж року в матчі проти криворізького «Кривбасу». У 1995 році був призваний на службу в Збройні сили України, де за направлення потрапив у центральний спортивний клуб армії. Після завершення терміну служби Сергій повернувся в «Буковину.
У зв'язку з невдалим сезоном 2000/01 років, в якому «Буковина» посіла останнє місце в першій лізі, Гамаль, як і ряд інших гравців, покинув рідний клуб. Кар'єру продовжив у клубі «Нафком-Академія» (Ірпінь), а 2001 році грав за ФК «Черкаси». З 2003 по 2006 рік виступив за рідну «Буковину» й чернігівську «Десну». У 2007 році в складі клубу «Лужани» став бронзовим призером аматорського чемпіонату України. Після чого влітку 2007 року знову повернувся в рідну команду, де відіграв два сезони й завершив професіональну кар'єру гравця.
У 2017 році вже як тренер ДЮСШ працевлаштувався в тій же «Буковині», а саме допомагав із тренерським процесом директору школи Юрію Крафту. У грудні 2018 року ввійшов до тренерського штабу Віталія Куниці, який напередодні очолив «Буковину». Також Сергій Миколайович паралельно став і наставником юнацької команди, яка виступала у всеукраїнській лізі юніорів.

## Досягнення
- Друга ліга чемпіонату України
  -  Чемпіон (4): 1995/96, 1999/00, 2002/03, 2005/06
  -  Срібний призер (1): 2001/02
- Третя ліга чемпіонату України
  -  Чемпіон (1): 1994/95

## Статистика
| Турніри                   | Матчі | Кількість забитих м'ячів |
| ------------------------- | ----- | ------------------------ |
| Вища ліга України         | 10    | 0                        |
| Перша ліга України        | 143   | 8                        |
| Кубок України             | 21    | 1                        |
| Друга ліга України        | 183   | 2                        |
| Третя ліга України        | 4     | 0                        |
| Кубок Другої ліги України | 6     | 1                        |
| Всього за кар'єру         | 367   | 12                       |

## Особисте життя
Одружений, у шлюбі з Оксаною Гамаль виховує дочку Олександру.